# Ecpyrrhorrhoe diffusalis
Ecpyrrhorrhoe diffusalis is een vlinder uit de familie van de grasmotten (Crambidae), uit de onderfamilie van de Pyraustinae. De wetenschappelijke naam van deze soort is voor het eerst voorgesteld als Botys diffusalis door Achille Guenée in een publicatie uit 1854.

## Verspreiding
De soort komt voor in Europa (Spanje, Frankrijk, Zwitserland, Italië, Slovenië, Hongarije, Kroatië, Bosnië en Herzegovina, Roemenië, Albanië, Noord-Macedonië, Bulgarije, Griekenland, de Krim, Rusland), Azië (Turkije, Syrië, Israël, Iran, de Verenigde Arabische Emiraten, Oman, Afghanistan, Pakistan, India) en Afrika (Marokko, Westelijke Sahara).

## Waardplanten
De rups leeft op Marrubium deserti (Lamiaceae) en Lavatera sp. (Malvaceae).